# Anne de Novgorod
Pour les articles homonymes, voir Anne et Sainte Anne.
D'origine scandinave, Anne de Novgorod vivait au XIe siècle. Elle devint la princesse de Novgorod et épousa Iaroslav Ier. Quelques années après, à la mort de son époux, elle fonda le Monastère Sainte-Irène à Kiev (Ukraine).
Anne mourut en 1056. Proclamée Sainte par l’Église Orthodoxe, elle est fêtée le 10 février.